# Gara Novi Sad
Gara Novi Sad (în sârbă Железничка станица Нови Сад, cu alfabetul latin: Železnička stanica Novi Sad) este o stație de cale ferată din Serbia.

## Accidente
La 1 noiembrie 2024 s-a produs prăbușirea copertinei de la gara din Novi Sad, accident soldat cu 15 morți și mai mulți răniți.